# زاهر العنداری
زاهر العنداری (عربی: زاهر توفيق العنداري؛ زادهٔ ۲۶ مهٔ ۱۹۷۱) بازیکن فوتبال اهل لبنان بود.
از باشگاه‌هایی که در آن بازی کرده‌است می‌توان به باشگاه ورزشی صفا اشاره کرد.
وی همچنین در تیم ملی فوتبال لبنان بازی کرده‌است.